# Ralung kolostor
A Ralung kolostor (wylie: ra lung dgon), a tibeti buddhizmus drukpa vonal hagyományos székhelye a Karo-hágótól délre, Tibet nyugati részén, az Cang régióban. A kolostort 1180-ban alapította Csangpa Gyare, az 1. gyalvang drukpa, Lingdzse Repa egyik tanítványa, aki a drukpa vonal alapítója volt. A drukpa iskola ma is jelentősnek számít és sok hívet számlál Tibet déli, északi és keleti részén, valamint Bhutánban, ahol valójában az ország neve a 17. század óta hivatalosan Dru Ü, azaz a drukpa vonal országa. Egy magyarázat szerint a kolostor a nevét onnan kapta, hogy a körülötte lévő hegyek olyanok, mintha a lótusz szirmai szívet formáznának. Egy másik magyarázat szerint a ra, kecske és a lung jóslat szavakból tevődik össze, tehát a kolostor nevének jelentése kecske jóslat, ugyanis állítólag egy kecske jósolta meg, hogy hol építik majd meg a kolostort.

## Fekvése
A kolostor a mai Tibeti Autonóm Terület Gyance megyéjében néhány kilométerre a Nakarce és Lungmar településeket összekötő úttól, a bhutáni Gasza körzettől közvetlenül északra. Korábban kereskedelmi útvonal futott a Himalája magas Jakla-hágóján keresztül, amelyen keresztül délre is eljuthatott a Ralung hatása. A kolostort 6-7 ezer méter magas gleccserek veszik körül és a kezdetektől fogva a helyszínt hagyományosan szerencsésnek tartják.

## Története
Bhután alapítója, az 1. gyabdrung rinpocse, Ngavang Namgyal, a Ralung kolostor 18. apátja volt. Miután 1616-ban elszökött Tibetből, egyesítette a bhutáni háborús törzseket, akikkel sikeresen felvették a harcot Tibet ellen, megerősödött a nemzeti öntudat és végül megalapították azt a kettős kormányzási rendszert, amely a mai napig fennmaradt ugyan, ám a formája megváltozott, és ma úgy nevezik, hogy Bhután királyi kormánya.

## A penden drukpa vonal
1. Cangpa Gyare (gtsang pa rgya ras ye shes rdo rje, 1161-1211)
2. Dharma Szengge Sanggyé Wönré (dhar ma seng ge sangs rgyas dbon ras)
3. Csönnu Szengge (gzhon nu seng ge, 1200-1266)
4. Nyima Szengge (nyi ma seng ge, 1251-1287)
5. Pökjapa Szengge Rincsen (spos skya pa seng ge rin chen) (1258- 1313)
6. Szengge Gyelpo (seng ge rgyal po, 1289-1326)
7. Dzsamjang Künga Szengge ('jam dbyangs kun dga' seng ge, 1289-1326)
8. Lodrö Szengge (blo gros seng ge, 1345-1390) -
9. Serap Szengge (shes rab seng ge, 1371-1392)
10. Jese Rincsen (ye shes rin chen)
11. Namkha Pelzang (nam mkha' dpal bzang, 1398-1425)
12. Serap Zangpo (shes rab bzang po) (1400-1425)
13. Künga Pendzsor (kun dga' dpal 'byor, 1428–1476) – 2. drukcsen
14. Ngavang Csögyel (ngag dbang chos rgyal, 1465-1540)
15. Ngak gi Vangcsuk Drakpa Gyelcen (ngag gi dbang phyug grags pa rgyal mtshan, 1517-1554)
16. Mipam Csögyel (mi pham chos rgyal, 1543-1604)
17. Mipam Tenpe Nyima (mi pham bstan pa'i nyi ma, 1567-1619)
18. Ngavang Namgyal (zhabs drung ngag dbang rnam rgyal, 1594-1651)

## Galéria

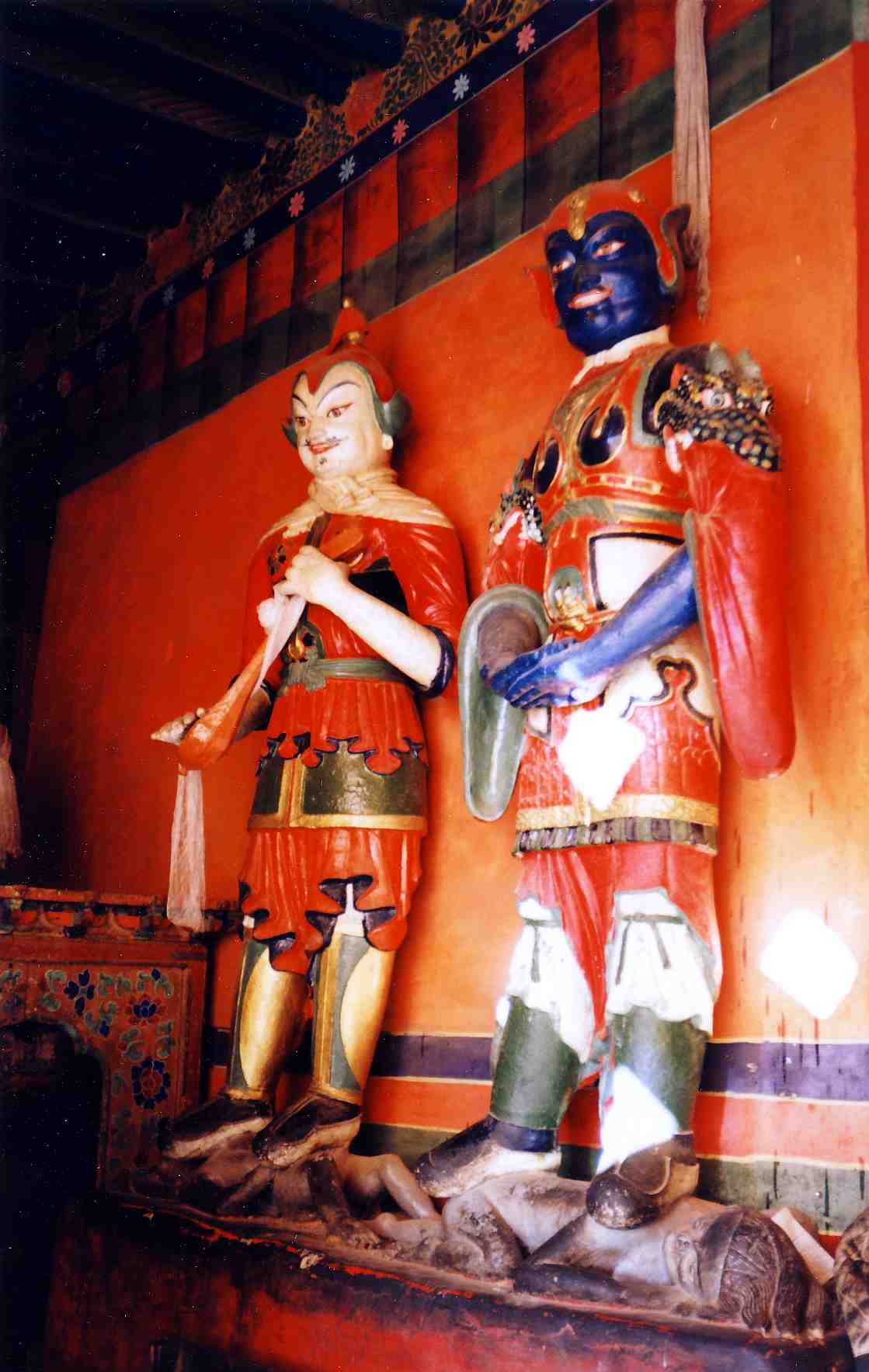
Védőistenek a kolostorban
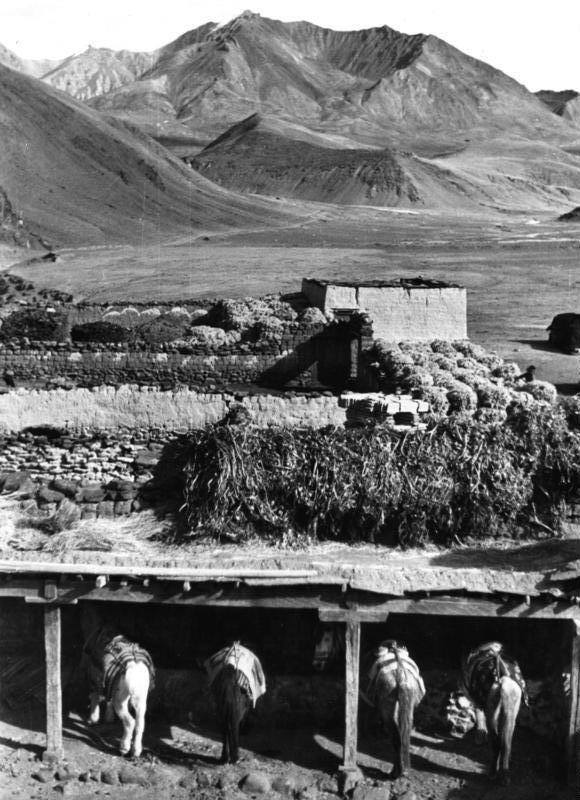
Ló tábla. Ralung – 1938
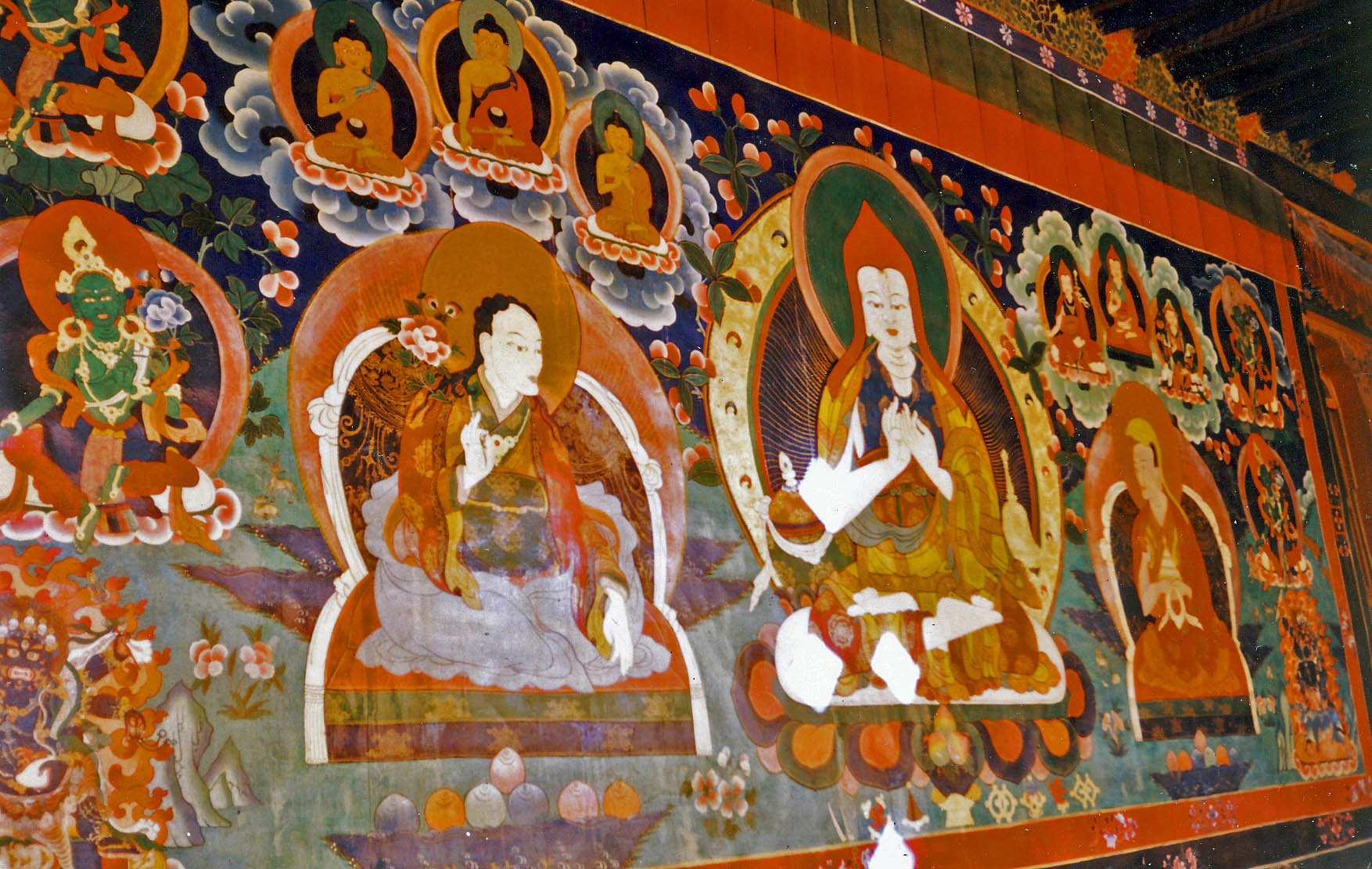
Atísát ábrázoló falfestmény a Ralung Gompa belsejében – 1993